# Стівенвілл (Техас)
Стівенвілл (англ. Stephenville) — місто (англ. city) в США, в окрузі Ерат штату Техас. Населення — 20 897 осіб (2020).

## Географія
Стівенвілл розташований за координатами 32°12′55″ пн. ш. 98°13′12″ зх. д. / 32.21528° пн. ш. 98.22000° зх. д. (32.215225, -98.219918).  За даними Бюро перепису населення США в 2010 році місто мало площу 30,85 км², з яких 30,79 км² — суходіл та 0,06 км² — водойми.

## Демографія
Згідно з переписом 2010 року, у місті мешкали 17 123 особи в 6733 домогосподарствах у складі 3351 родини. Густота населення становила 555 осіб/км².  Було 7579 помешкань (246/км²).
Расовий склад населення:
| - 87,2 % — білих - 2,2 % — чорних або афроамериканців - 1,2 % — азіатів - 0,5 % — корінних американців - 0,1 % — вихідців з тихоокеанських островів - 7,2 % — осіб інших рас |

До двох чи більше рас належало 1,7 %. Частка іспаномовних становила 15,7 % від усіх жителів.
За віковим діапазоном населення розподілялося таким чином: 18,5 % — особи молодші 18 років, 70,3 % — особи у віці 18—64 років, 11,2 % — особи у віці 65 років та старші. Медіана віку мешканця становила 25,3 року. На 100 осіб жіночої статі у місті припадало 90,4 чоловіків;  на 100 жінок у віці від 18 років та старших — 88,3 чоловіків також старших 18 років.
Середній дохід на одне домашнє господарство  становив 51 216 доларів США (медіана — 37 825), а середній дохід на одну сім'ю — 71 557 доларів (медіана — 59 715). Медіана доходів становила 40 103 долари для чоловіків та 26 591 долар для жінок. За межею бідності перебувало 29,3 % осіб, у тому числі 17,1 % дітей у віці до 18 років та 28,6 % осіб у віці 65 років та старших.
Цивільне працевлаштоване населення становило 9416 осіб. Основні галузі зайнятості: освіта, охорона здоров'я та соціальна допомога — 26,5 %, виробництво — 15,3 %, роздрібна торгівля — 13,9 %.

## Відомі особистості
В поселенні народився:
- Джеб Генсарлінґ (* 1957) — американський політик.